# Tipula (Vestiplex) divisotergata
Tipula (Vestiplex) divisotergata is een tweevleugelige uit de familie langpootmuggen (Tipulidae). De soort komt voor in het Palearctisch gebied.